# Svatá
Svatá (deutsch Swata, auch Heiligenberg) ist eine Gemeinde in Tschechien. Sie liegt neun Kilometer südwestlich von Beroun und gehört zum Okres Beroun.

## Geographie

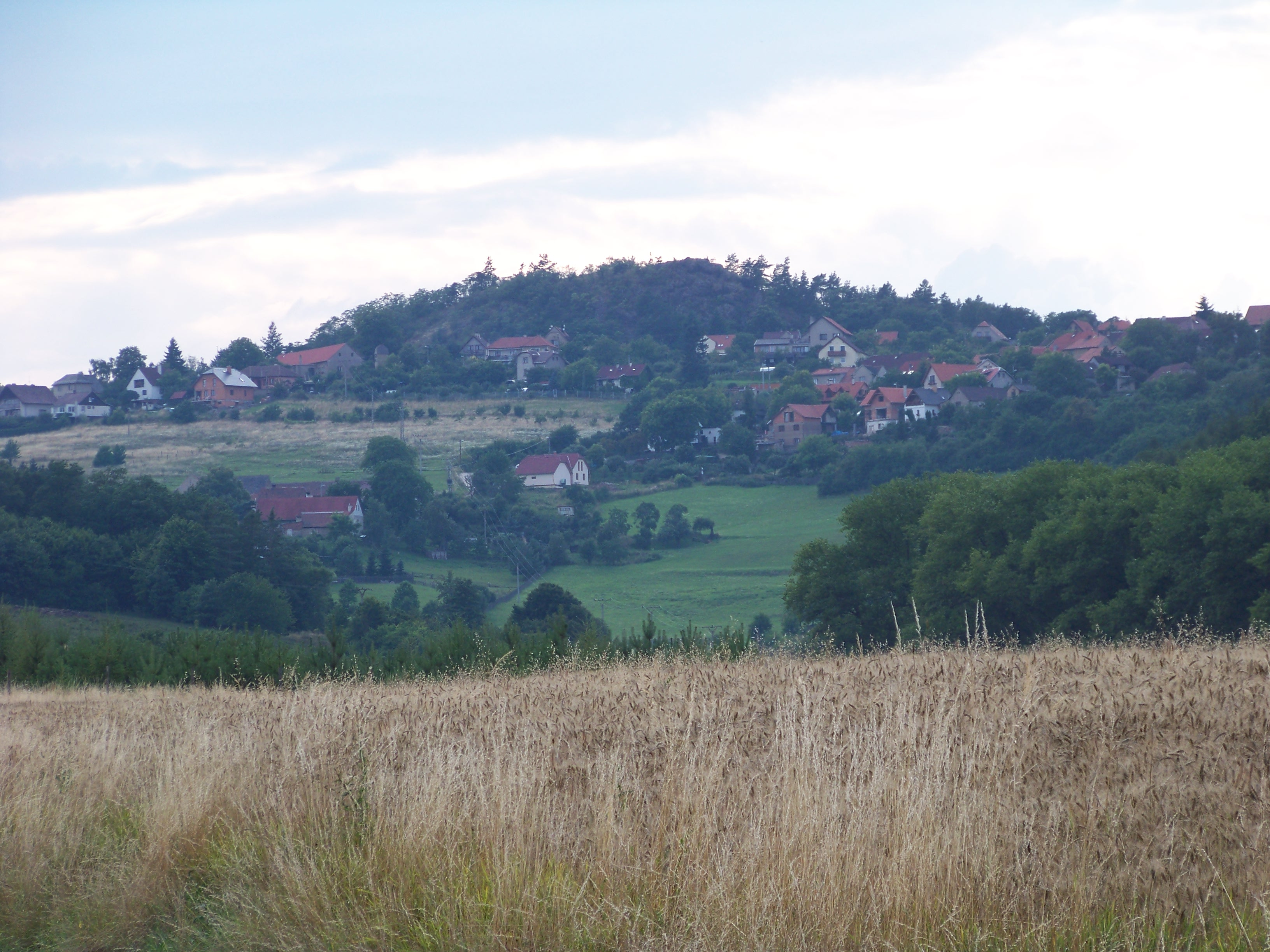
Blick von Osten auf Svatá und die Svatská skála

Svatá erstreckt sich um den Hornsteingrat Svatská skála bzw. Obecná skála (481 m) an einem Pass in der Křivoklátská vrchovina im Landschaftsschutzgebiet Křivoklátsko. Der größte Teil des Dorfes liegt am steilen Osthang unterhalb des Felsgrates. Nördlich erheben sich der Hudlický vrch (522 m) und die Hudlická skála (487 m), nordöstlich die Dubová (455 m), im Südosten der Hříbce (385 m), südlich die Pravá hora (459 m) und der Tkalce (Kotzeberg, 505 m), im Südwesten die Vraní skála (536 m), westlich der Velké Čihátko (534 m) sowie im Nordwesten die Krušná hora (609 m). Östlich von Svatá entspringen die Bäche Trubínský potok und Počapelský potok, westlich der Dibeřský potok (Hudlitzer Bach bzw. Zahořaner Bach). Durch Svatá führt die Staatsstraße II/236 zwischen Zdice und Roztoky.
Nachbarorte sind Svatská Hájovna, Škrobiny, Nový Jáchymov und Hudlice im Norden, Lísek und Trubská im Nordosten, Pod Horou und Trubín im Osten, Levín und Černín im Südosten, V Hroudě, Zdice und Knížkovice im Süden, Hředle, Za Hutí, Březová, Andreska und Hiršlíny im Südwesten, Král, Kolny, Velíz und Kublov im Westen sowie Varta, Broumy, Habrový Potok, Karlov und Stará Ohrada im Nordwesten.

## Geschichte
Die erste schriftliche Nachricht über Einkünfte aus den zum Gut Hudlice gehörigen Bergwerken am Heiligen Berg stammt aus dem Jahre 1417. Die Lagerstätte schloss sich südlich an die Eisenerzlager der Krušná hora an, jedoch wurde in den Heiligenberger Gruben auch Silber-, Blei-, Zinn- und insbesondere Zinnobererze gefördert. Im Jahre 1460 verpfändete König Georg von Podiebrad das Gut Hudlice zusammen mit der Burg Angerbach an seinen Sekretär Jobst von Einsiedl, dessen Nachkommen sich das Prädikat Teyrzowsky von Einsiedl (Týřovský z Enzidle) zulegten. Ferdinand I. bewilligte den Gruben von Swate Hory im Jahre 1548 zur Förderung des Abbaus und Handels mit Kupfer, Zinn und Quecksilber einen siebenjährigen Zehntenerlass. Johann d. J. von Waldstein auf Peruc, der 1544 die Herrschaft Točník und 1552 auch Žebrák erworben hatte, sah die Bergwerke von Swate Hory als Teil des Točníker und Žebráker Pfandes an und beanspruchte sie für sich. Er ließ die Bergwerke durch seine Truppen überfallen und verwüsten, die Bergleute sperrte er auf der Burg Točník ein. Die Bergbautreibenden erhoben daraufhin beim böhmischen Obristmünzmeister Johann von Witenz (Jan z Vitence) Klage wegen Behinderung des Bergbaus. Ferdinand I. bestätigte den Teyrzowsky von Einsiedl 1558 den Besitz und die Rechte zum Quecksilberbergbau an den Swate Hory. Johann Teyrzowsky von Einsiedl entzog 1562 Johann Drachenfuchs (auch Drastenfus genannt) die Anteile am Bergbau in den Swate Hory wegen Nichtbelegung der Gruben, Nichtentrichtung des Zehnts sowie weiteren Verstößen gegen die Bergordnung und überließ diese Franz Fleischner aus Bettlern. Der Grundherr Johann Teyrzowsky hatte seine Kompetenzen jedoch dadurch überschritten, da er auch Mitgewerke war. Daraus entwickelte sich ein langwieriger Streit, in den sich 1564 auch der Bevollmächtigte des mitbauenden Kurfürsten Joachim II. von Brandenburg, Schichtmeister Johann Sörtel, einschaltete. Im Jahre 1568 ließen die Nürnberger Bürger Wolf Krabber, Georg Schaffer und Erasmus Prenner in Heiligenberg eine weitere Grube eröffnen. Zur Schlichtung im Streit zwischen Johann Teyrzowsky und Kurfürst Joachim II. wurde 1570 ein spezielles mit Fachleuten aus den Bergstädten St. Joachimsthal, Schlaggenwald, Schönfeld, Budweis, Tábor und Příbram besetztes Berggericht einberufen.
Im Jahre 1576 verkaufte Johann Teyrzowsky Bergleuten Buschland am Heiligenberg zur Errichtung einer Siedlung. Maximilian Georg Teyrzowsky von Einsiedl veräußerte die Herrschaft Angerbach 1577 mit allem Zubehör als erblichen Besitz an Johann d. Ä. Popel von Lobkowicz. Dieser verkaufte sie ein Jahr später an Kaiser Rudolf II., jedoch ohne die Bergsiedlung Svatá, die er seiner Herrschaft Točník zuschlug. Svatá bestand zu dieser Zeit aus zwölf Chaluppen. Ladislav d. Ä. Popel von Lobkowicz, der Točník 1585 geerbt hatte, wurde 1595 im Zusammenhang mit dem Affront seines Bruders Georg in Abwesenheit zum Verlust von Hals, Ehre und Besitz verurteilt. Rudolf II. schlug Svatá 1595 seiner Herrschaft Pürglitz zu. Der Zinnoberbergbau wurde zum Ausgang des 16. Jahrhunderts eingestellt. In Folge des Dreißigjährigen Krieges verödete das Dorf. 1651 lag die Hälfte der zwölf Chaluppen von Svatá wüst, in der Siedlung lebten nur noch 19 Personen. Der größte Teil des Ortes unterstand dem Richter in Hudlice, fünf wüste Chaluppen wurden Königshof zugeschrieben. An der Vraní skála wurde 1652 ein Eisenerzbergwerk aufgenommen, dessen Erze im Hochofen in Hředle ausgeschmolzen wurden. 1713 bildete sich eine Gewerkschaft, die zwei Jahre später den Betrieb im Zinnoberbergwerk St. Johannes Evangelist in Swata aufnahm. Ihre Hauptgewerken waren Johann Josef von Waldstein mit 55 Kuxen und Franz Josef von Waldstein mit 35 Kuxen. Im Jahre 1719 wurden 178 Pfund Zinnober nach Eule geliefert und die Zeche erzielte erstmals Ausbeute. 1721 wurde in Swata eine Zinnoberschmelzhütte erbaut. Die Besitzerin der Herrschaft Pürglitz, Maria Anna Fürstin zu Fürstenberg, geborene Gräfin von Waldstein, ließ 1739 bei den Zechen in Swata eine Bergkanzlei einrichten. Die drei Zinnoberzechen St. Johannes Evangelist, Sta. Helena und St. Josephi lieferten im Jahre 1749 45 Pfund Reinzinnober, aus dem anderen Erz wurden 512 Pfund Quecksilber ausgeschmolzen. Im Jahre 1751 empfahl Johann Christian Fischer die Anlegung eines tiefen Erbstollens, um den unteren Teil der Lagerstätte erschließen zu können. 1753 arbeiteten in den beiden Hauptzechen Maria Anna und St. Josephi 29 Bergleute, die Grubenbau reichten bis in 60 m Teufe. Die Abteufung der neuen Schächte Maria Hilf und St. Antonius von Padua misslang ebenso wie die Verbesserung der Bewetterung durch eine Verbindung der Gruben wegen starkem Wasserzudrangs, den die veraltete Wasserhaltungsmaschinerie nicht bewältigte. Zwischen 1750 und 1759 stritten sich die Herrschaften Pürglitz und Zbiroh um die an der Grenze gelegene Eisenerzgrube an der Vraní skála. Im Jahre 1760 wurde der Zinnoberbergbau in Swata eingestellt. Zu Beginn des 19. Jahrhunderts ließ Joachim Egon Landgraf von Fürstenberg nordöstlich von Swata die Hämatiteisensteingrube Caroli-Zeche eröffnen. Südwestlich des Dorfes wurden in den Zechen St. Bernhardi, St. Petri und Mariä Geburt Eisenerz gefördert, das an die Fürstenberger Hütte in Neu Joachimsthal und nach Karlshütten geliefert wurde.
Im Jahre 1843 bestand das im Berauner Kreis gelegene Dorf Swata, auch Heiligenberg genannt, aus insgesamt 65 Häusern mit 595 Einwohnern, darunter drei protestantischen Familien Augsburgischen Bekenntnisses auf dem Königshöfer Anteil. 51 Häuser gehörten zur Herrschaft Pürglitz und 14 zur Herrschaft Königshof. Abseits lagen auf dem Pürglitzer Anteil ein Hegerhaus (Svatská Hájovna), das einschichtige Forsthaus Kolenz bzw. Kolleny (Kolna) und das Dörfchen Kral bzw. Kralowes (Král) mit einem weiteren Forsthaus. Im Königshofer Anteil gab es ein Wirtshaus. Die Eisen- und Zinnoberbergwerke bei Swata waren verlassen. Pfarrort für den Pürglitzer Anteil mit Ausnahme der nach Weliš eingepfarrten Einschicht Kolenz war Hudlitz, für den Königshofer Anteil Počapl. Bis zur Mitte des 19. Jahrhunderts war Swata anteilig den Herrschaften Pürglitz und Königshof untertänig.
Nach der Aufhebung der Patrimonialherrschaften blieb der Ort geteilt. Der Pürglitzer Anteil bildete ab 1850 die Gemeinde Svatá / Swata im Bezirk Rakonitz und Gerichtsbezirk Pürglitz, der Königshofer Anteil war unter gleichem Namen ein Ortsteil von Černín im Bezirk und Gerichtsbezirk Hořowitz. Insgesamt war Svatá in drei Katastralbezirke zersplittert: Svatá křivoklátská war mit der Gemeinde Svatá identisch; Svatá berounská, später Svatá černínská genannt, umfasste den Černíner Anteil, Svatá hudlická lag an der Grenze zu Hudlice und beinhaltete neben 25 Häusern im Norden von Svatá auch zwei Häuser von král und einen Teil des Waldes Jedlina.
Im Forsthaus Král lernten sich im Jahre 1860 Miroslav Tyrš und Jindřich Fügner kennen und besprachen die Gründung eines deutsch-tschechischen Turnerbundes; ihre Pläne führten schließlich 1862 zur Gründung des tschechischen Turnerbundes Sokol. In den 1860er Jahren nahmen die Fürstlich Fürstenbergschen Montanwerke in Böhmen in Svatá in den vier Grubenfeldmaßen Wenzel und südlich des Dorfes in der Grubenfeldmaß Klara den Eisensteinbergbau wieder auf. 1868 wurde ein eigenes Schulhaus eingeweiht, zuvor fand der Unterricht in einem angemieteten Raum im Haus Nr. 74 statt. Zehn Jahre später begann der zweiklassige Unterricht. Um 1880 wurden die Fürstlich Fürstenbergschen Montanwerke in Böhmen zur Böhmischen Montangesellschaft AG umgewandelt. Nachdem 1891 eine dritte Schulklasse eingerichtet worden war, musste diese aus Platzmangel in der Wohnung des Schulverwalters unterrichtet werden. Zur besseren Unterscheidung führte die Gemeinde ab dem Ende des 19. Jahrhunderts den Namen Svatá II. díl, der Černíner Ortsteil wurde mit Svatá I. díl bezeichnet. Nach einer Erweiterung des Schulgebäudes bot es ab 1901 Platz für den Unterricht aller drei Klassen mit über 200 Kindern. 1897 kaufte der Starosta des ČOS, Josef Scheiner, das Haus von Antonín Sýkora und ließ es zu einer Villa umgestalten.
Im Jahre 1909 übernahm die Prager Eisenindustrie-Gesellschaft AG die Böhmische Montangesellschaft AG. Die seit dem Ausgang des 19. Jahrhunderts in Frist gehaltenen Grubenfeldmaßen Wenzel und Klarazeche sagte das Unternehmen nach 1910 los. Während des Ersten Weltkrieges trieb die Prager Eisenindustrie-Gesellschaft an der Straße von Černín nach Svatá den Friedrich-Stollen zur Untersuchung der Eisenerzlagerstätte vor, die Arbeiten wurde jedoch bereits 1916 wieder eingestellt. Im Jahre 1932 hatte Svatá II. díl 425 Einwohner. Während der deutschen Besetzung gehörte Černín mit Svatá I. díl / Heiligenberg 1. Teil zwischen 1941 und 1945 zum Bezirk Beroun; nach dem Ende des Zweiten Weltkrieges wurde diese Zuordnung wieder aufgehoben. 1949 wurde die Gemeinde Svatá 2. díl dem Okres Beroun zugeordnet. Ein Jahr später wurde der Ortsteil Svatá 1. díl von Černín nach Svatá 2. díl umgemeindet und beide Anteile unter dem Namen Svatá vereinigt. Das Landschaftsschutzgebiet Křivoklátsko wurde 1978 ausgerufen. Nach der Schließung der Schule dient das Schulhaus heute als Domizil der Gemeindeverwaltung und des Postamtes.

## Gemeindegliederung
Für die Gemeinde Svatá sind keine Ortsteile ausgewiesen. Zu Svatá gehören die Ansiedlungen Král und Pod Horou sowie die Einschichten Svatská Hájovna und Škrobiny.

## Sehenswürdigkeiten

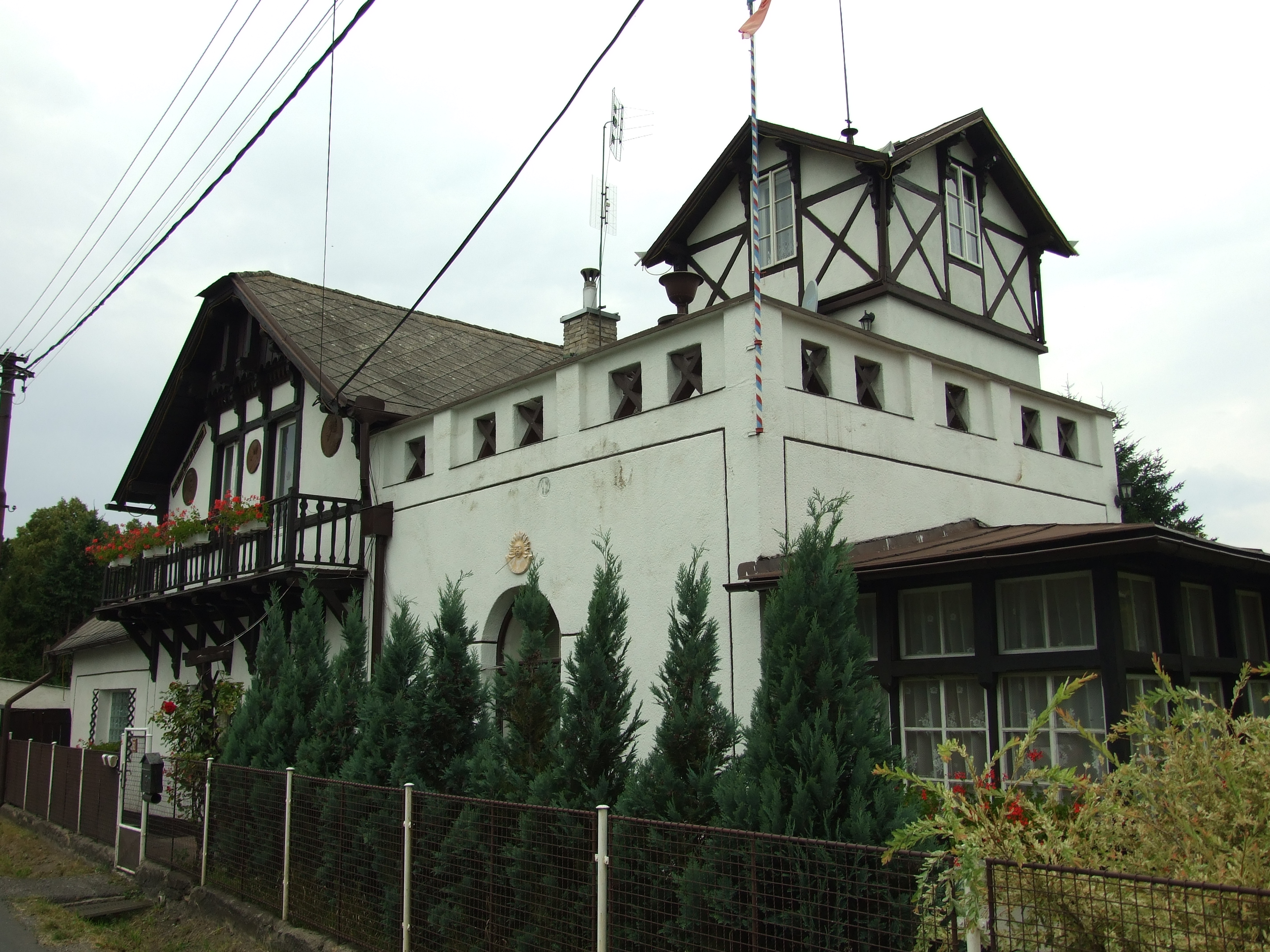
Villa Scheiner

- Naturdenkmal Vraní skála, der Hornsteingrat südwestlich des Dorfes wurde 1948 unter Schutz gestellt
- Villa Josef Scheiner, der Prachtbau im westlichen Teil des Dorfes entstand nach 1897 und befindet sich heute im Besitz der Familie Šmíd, der Balkon trägt die Inschrift Lesy šumí Tobě na pozdrav, Fügnera zde poznal Miroslav…, darunter befinden sich Plaketten von Miroslav Tyrš, Josef Scheiner und Jindřich Fügner
- Forsthaus Král, am Zaun erinnert seit 1920 eine Gedenktafel an das erste Zusammentreffen von Miroslav Tyrš und Jindřich Fügner im Jahre 1860